# Pipmossen
Pipmossen är ett naturreservat i Finspångs kommun i Östergötlands län.
Området är naturskyddat sedan 1998 och är 33 hektar stort. Reservatet omfattar en stor mosse kantad av kärr och skog. Skogen består av äldre tallar och enstaka granar, och i mossområdet finns barrskogsbevuxna fastmarksöar ochsumpskog av björk och klibbal.